# Wilhelm Schirmer
August Wilhelm Ferdinand Schirmer (Berlin, 1802. május 6. – Nyon (a Genfi-tó mellett), 1866. június 8.) német festő.

## Pályája
Völker tanítványa, eleinte a porosz királyi porcelángyárban virágfestő volt, azután a tájképfestésre adta magát. 1827-től 1831-ig Olaszországban tartózkodott, 1839-ben pedig a tájképfestés tanítója, majd 1843-ban tanár lett a berlini művészeti akadémián. Olajfestményei, pl. Tasso háza Sorrentóban; Olasz park; Nápolyi tengerpart (berlini nemzeti képtár) többnyire olaszországi tájakat ábrázolnak, de a berlini új múzeumban lévő falfestményei egyiptomi és görögországi tájképek.